# Episodi di Summer Dreams (prima stagione)
La prima stagione di Summer Dreams è stata trasmessa in Francia a partire dal 31 luglio 2006 su France 2. In Italia viene trasmessa su Italia 1, dal 7 luglio all'11 agosto 2008, con pesanti tagli e censure che ne hanno reso difficile la comprensione. La serie è stata trasmessa per la prima volta in versione integrale su Mya di Mediaset Premium dal 23 luglio 2009 al 10 agosto 2009, con due episodi a serata.
| nº | Titolo originale | Titolo italiano          | Prima TV Francia | Prima TV Italia |
| -- | ---------------- | ------------------------ | ---------------- | --------------- |
| 1  | Episode 1        | Amori da spiaggia        | 31 luglio 2006   | 7 luglio 2008   |
| 2  | Episode 2        | Un amico è un amico      |                  | 8 luglio 2008   |
| 3  | Episode 3        | Aria di burrasca         |                  | 9 luglio 2008   |
| 4  | Episode 4        | Cupido dispettoso        |                  | 10 luglio 2008  |
| 5  | Episode 5        | Lo spogliarello          |                  | 11 luglio 2008  |
| 6  | Episode 6        | Amori difficili          |                  | 14 luglio 2008  |
| 7  | Episode 7        | I due volti di Cynthia   |                  | 15 luglio 2008  |
| 8  | Episode 8        | Fuori dal cerchio        |                  | 16 luglio 2008  |
| 9  | Episode 9        | Crisi coniugale          |                  | 17 luglio 2008  |
| 10 | Episode 10       | Delusioni d'amore        |                  | 18 luglio 2008  |
| 11 | Episode 11       | La prima volta           |                  | 21 luglio 2008  |
| 12 | Episode 12       | Il ritorno di Etienne    |                  | 22 luglio 2008  |
| 13 | Episode 13       | La notte bianca          |                  | 23 luglio 2008  |
| 14 | Episode 14       | Un cuore in frantumi     |                  | 24 luglio 2008  |
| 15 | Episode 15       | Il coraggio di Cynthia   |                  | 25 luglio 2008  |
| 16 | Episode 16       | Testa o croce            |                  | 28 luglio 2008  |
| 17 | Episode 17       | Chiodo fisso             |                  | 29 luglio 2008  |
| 18 | Episode 18       | Un grande amore          |                  | 30 luglio 2008  |
| 19 | Episode 19       | L'amico americano        |                  | 31 luglio 2008  |
| 20 | Episode 20       | Il bacio                 |                  | 1º agosto 2008  |
| 21 | Episode 21       | Un segreto e molte bugie |                  | 4 agosto 2008   |
| 22 | Episode 22       | Silenzio stampa          |                  | 5 agosto 2008   |
| 23 | Episode 23       | La vendetta              |                  | 6 agosto 2008   |
| 24 | Episode 24       | Madre e figlia           |                  | 7 agosto 2008   |
| 25 | Episode 25       | Cara mammina             |                  | 8 agosto 2008   |
| 26 | Episode 26       | Si torna a casa          |                  | 11 agosto 2008  |

ce lei ke e imhifcfdvwsvsvb